# Beethoven 2
Beethoven 2 (Beethoven's 2nd) è un film del 1993 diretto da Rod Daniel. Si tratta della seconda avventura di Beethoven, un anno dopo la sua comparsa nella famiglia Newton.
La saga Beethoven ha avuto sette sequel, diretti da vari registi.

## Trama
Ormai Beethoven vive con i Newton da tempo, un anno dopo l'arresto del dottor Varnick. Beethoven va in giro per la città guardando con invidia tutti i cani suoi amici, perché loro sono già accoppiati e sistemati, dopo essere andati via da casa Newton. Un giorno incontra una femmina di San Bernardo contesa tra i due padroni separati: l'animale è stato affidato alla moglie, Regina, donna perfida e senza scrupoli, a cui in realtà non interessa nulla della cagna, ma che anzi la usa per ricattare l'ex marito, che al contrario è un uomo buono e vuole molto bene alla sua amica a quattro zampe. Beethoven e la cagnolona, di nome Missy, si accoppiano. Alla nascita dei cuccioli, Regina vorrebbe dapprima sbarazzarsene, ma poi si rende conto che potrebbe venderli poiché sono di razza. I bambini di casa Newton, che hanno seguito Beethoven nelle sue "scappatelle" con Missy, salvano però i cuccioli portandoli a casa e nascondendoli.
Una sera, George Newton scopre la presenza dei 4 cuccioli nello scantinato e se inizialmente non ne vuole proprio sapere niente, in poco tempo si affeziona loro. Qualche tempo dopo, la famiglia parte per una vacanza in montagna portando con sé anche il cane ed i cuccioli. Regina e il suo nuovo compagno, che si trovano anch'essi in vacanza nella stessa zona, incontrano i bambini dei Newton ad una sagra e rubano loro i cagnolini. A quel punto l'intera famiglia insegue i ladri e riesce a recuperare i cuccioli, mentre Regina e il suo nuovo compagno, spinti da Beethoven, finiscono in un fiume e vengono trascinati via dalla corrente. Qualche mese dopo, i cuccioli sono ormai cresciuti, mentre il divorziato e bravo padrone di Missy ne ha finalmente ottenuto l'affidamento.

## Produzione
Anche in questa pellicola, per la residenza della famiglia Newton venne scelta 1405 Milan Avenue di South Pasadena, California. Oltre che in California, parte del film venne girato presso il Parco nazionale dei ghiacciai, mentre le scene inerenti alla residenza estiva dell'amico di George Newton vennero realizzate presso l'Eddie's Cafe & Gifts, all'1 Fish Creek Campground Road di West Glacier, Montana.

## Riconoscimenti
- 1994 - Premio Oscar
  - Nomination Miglior canzone (The Day I Fall in Love) a Carole Bayer Sager, James Ingram e Clif Magness
- 1994 - Golden Globe
  - Nomination Migliore canzone originale (The Day I Fall in Love) a Carole Bayer Sager, James Ingram e Clif Magness
- 1995 - Grammy Award
  - Nomination Miglior canzone (The Day I Fall In Love) a Carole Bayer Sager, Clif Magness e James Ingram
- 1995 - Young Artist Awards
  - Nomination Miglior film commedia o musicale per la famiglia
  - Nomination Miglior cast giovane a Nicholle Tom, Christopher Castile e Sarah Rose Karr